# 이성헌 (1626년)
이성헌(李成憲, 1626년 ~ 1662년)는 중국 명말 청 초의 시인, 불교승려이다. 자는 정보(正甫), 설상(雪牀)，호는 영정산인(零丁山人), 번우인(番禺人)이다.
가계나 자세한 행적은 알려져 있지 않다. 명나라 말기에 태어나 유생이 되었으나, 뒤에 어떤 이유로 불교에 귀의하여 승려가 되었다. 승려가 된 뒤에는 자를 설상으로 고쳤다. 저서로는《영정산 시집 零丁山詩集》,《승조월동유민록 勝朝粵東遺民錄》1권 등이 전한다.

## 참고 자료
- 李成憲
- 明詩紀事: 五十六
- 周錫韋, 《陳恭尹及嶺南詩風研究》(古典文學叢書;2004)